# Fermentacja mlekowa

Reakcje zachodzące podczas fermentacji mlekowej

Fermentacja mlekowa – fermentacja węglowodanów do kwasu mlekowego, odbywająca się pod wpływem działania bakterii fermentacji mlekowej. Fermentacja ta odgrywa kluczowe znaczenie przy produkcji wielu przetworów mlecznych.
Równanie sumaryczne właściwej fermentacji mlekowej:
C
6H
12O
6 + 2ADP + 2P
i → 2CH
3CHOHCOOH + 2ATP

## Rola różnych grup bakterii fermentacji mlekowej w przetwórstwie żywności
Bakterie właściwej fermentacji mlekowej dzieli się na:
- homofermentatywne – fermentują cukrowce wytwarzając tylko kwas mlekowy
- heterofermentatywne – fermentują cukrowce wytwarzając obok kwasu mlekowego produkty uboczne (np. kwas octowy lub etanol)
- fakultatywnie heterofermentatywne – w zależności od warunków wytwarzają albo wyłącznie kwas mlekowy, albo kwas mlekowy wraz z produktami ubocznymi

Właściwą fermentację mlekową wywołują bakterie fermentacji mlekowej zaliczane do rodzajów:
- Lactococcus – paciorkowce homofermentatywne (Lactococcus lactis – paciorkowiec mlekowy, Lactococcus cremoris – paciorkowiec śmietanowy)
- Leuconostoc – paciorkowce heterofermentatywne (Leuconostoc citrovorum – bywa używany jako dodatek do zakwasów przy wyrobie masła)
- Lactobacillus – pałeczki homo– i heterofermentatywne (Lactobacillus bulgaricus – pałeczka bułgarska występująca w jogurcie, Lactobacillus viridescens – powoduje zielenienie mięsa peklowanego i surowych kiełbas).

## Zastosowanie bakterii mlekowych w przemyśle spożywczym
- w przemyśle mleczarskim (produkcja napojów mlecznych fermentowanych, ukwaszanie mleka, śmietanki, dojrzewanie serów)
- w przemyśle warzywnym (kwaszenie ogórków i kapusty)
- w przemyśle mięsnym (produkcja wędlin surowych, np. metka, salami)
- w przemyśle piekarskim (wchodzą w skład zakwasów chlebowych, używanych przy produkcji pieczywa)

## Szkodliwe działanie bakterii mlekowych w przemyśle spożywczym
- we wszystkich przemysłach opartych na fermentacji alkoholowej (przemysł piwowarski, winiarski, gorzelniczy),
- w cukrownictwie (powodują śluzowacenie soków dyfuzyjnych),
- w przemyśle drożdżowym,
- w przemyśle mięsnym.

## Fermentacja pseudomlekowa
Obok bakterii właściwej fermentacji mlekowej wyróżnia się bakterie fermentacji pseudomlekowej, jak np.
- pałeczka okrężnicy – wywołują różne wady mleka, wczesne wzdęcie sera, wady masła
- mikrokoki – wywołują różne wady mleka i serów

Fermentacja pseudomlekowa charakteryzuje się tym, że kwas mlekowy jest tylko jednym z produktów, a ponadto powstaje dwutlenek węgla, kwas octowy, alkohol etylowy i inne. Fermentacja pseudomlekowa występuje w mleku zakażonym bakteriami pseudomlekowymi łącznie z właściwą fermentacją mlekową, a także przy fermentacji podłoża roślinnego (np. kwaszenie kapusty i ogórków) obniżając wartość końcową produktu. W mleku powoduje gazowanie oraz rozrywanie skrzepu.

## Fermentacja mlekowa jako proces biochemiczny
Fermentacja mlekowa jako proces biochemiczny pozwala organizmom (bądź też narządom takim jak mięśnie szkieletowe) działającym w warunkach beztlenowych na regenerację NAD zużytego w procesie glikolizy. Produkt ostatniego etapu wspomnianej glikolizy – pirogronian jest redukowany w mleczan przy jednoczesnym utlenieniu NADH powstałego w procesie glikolizy do NAD przy pomocy dehydrogenazy mleczanowej (LDH – Lactate Deshydrogenase). Warto dodać, że reakcja może przebiegać też w drugą stronę – i tak kwas mlekowy jest jednym z podstawowych substratów energetycznych dla mięśnia sercowego (po przekształceniu w pirogronian włączany jest do cyklu Krebsa).